# Runak (cràter)
Runak és un cràter d'impacte en el planeta Venus de 7,6 km de diàmetre. Porta el nom d'un antropònim kurd, i el seu nom va ser aprovat per la Unió Astronòmica Internacional el 1997.